# Agriswil
Agriswil (Gremouêna  en patois fribourgeois) est une localité et une ancienne commune suisse du canton de Fribourg, située dans le district du Lac.

## Histoire
Mentionné depuis 1275, le village d'Agriswil (appelé en français Agrimoine) appartint successivement au prieuré clunisien de Villars-les-Moines, au chapitre de Saint-Vincent à Berne en 1489 avant de rejoindre le bailliage de Morat en 1530, puis de devenir une commune indépendante dès 1831.
En 2006, la commune a été incorporée dans sa voisine de Ried bei Kerzers.

## Population

### Surnom
Les habitants de la commune sont surnommés die Agersten, soit les agasses (pies).

## Patrimoine bâti
Deux fermes du village sont inscrites comme bien culturel d'importance régionale.